# Bundeszentralregister

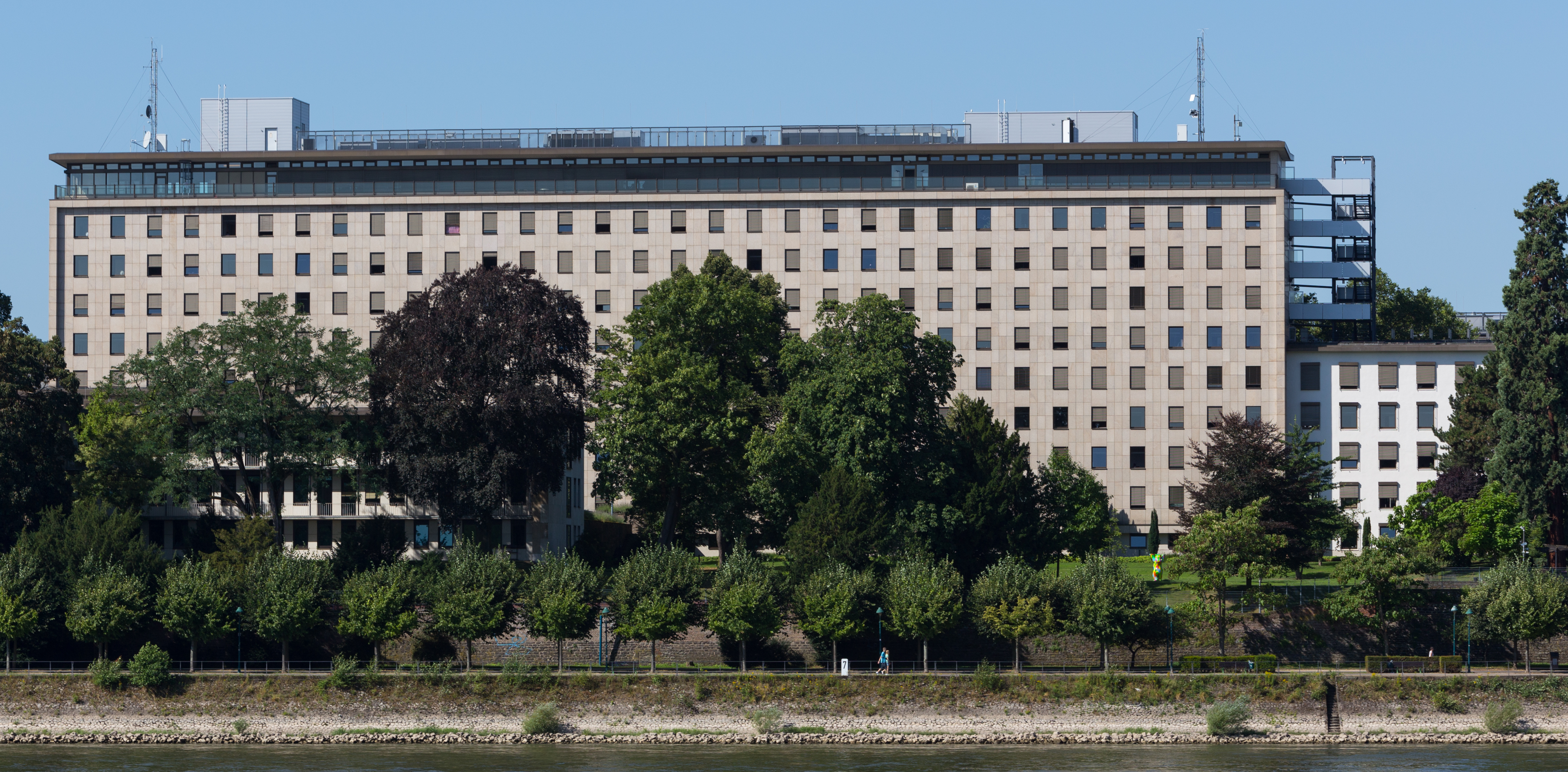
Sitz des Bundesamtes für Justiz in Bonn

Das Bundeszentralregister (BZR) ist ein deutsches, beim Bundesamt für Justiz in Bonn geführtes öffentliches Register. Die Aufsicht führt das Bundesministerium der Justiz (BMJ). Die gesetzliche Grundlage des Bundeszentralregisters ist das Bundeszentralregistergesetz (BZRG) im Rahmen des Registerrechts. Gemäß den Vorgaben des Berlin/Bonn-Gesetzes wurde der Sitz des Bundeszentralregisters 1999 von Berlin nach Bonn verlegt.
Das Bundeszentralregister (BZR) wird seit 1975 ausschließlich in Form einer Datenbank mittels elektronischer Datenverarbeitung geführt.

## Aufgaben und verwaltete Register
Neben dem Bundeszentralregister werden noch zwei weitere Register verwaltet:
- Gewerbezentralregister (GZR)
- Zentrales Staatsanwaltschaftliches Verfahrensregister (ZStV)

Das Erziehungsregister ist Teil des Bundeszentralregisters.
Weitere Aufgaben des Bundesamts für Justiz sind:
- Zentrale Behörde nach dem Auslandsunterhaltsgesetz (AUG)
- Zentrale Behörde nach dem Haager Übereinkommen (HKÜ)
- Bundeszentralstelle für Auslandsadoption (BZAA)
- Europäisches Justizielles Netz (EJN)

## Angaben im Register
In das Register werden nach § 4 BZRG die rechtskräftigen Entscheidungen mit den Personendaten des Betroffenen eingetragen, durch die ein deutsches Gericht im Geltungsbereich des BZRG wegen einer rechtswidrigen Tat
- auf Strafe erkannt,
- eine Maßregel der Besserung und Sicherung angeordnet,
- jemanden nach § 59 des Strafgesetzbuches mit Strafvorbehalt verwarnt oder
- nach § 27 des Jugendgerichtsgesetzes die Schuld eines Jugendlichen oder Heranwachsenden festgestellt hat.

Außerdem werden nach § 54 Abs. 1 BZRG ausländische Verurteilungen unter den dort genannten Voraussetzungen in das Register eingetragen.
Nach § 3 BZRG sind in das Register aufzunehmen:
- strafgerichtliche Verurteilungen mit den Personendaten des Verurteilten, das Aktenzeichen mit dem Ort des Gerichts, der Tag der letzten Tat, dem Tag der Rechtskraft, die angewandten Strafvorschriften und sämtliche verhängten Rechtsfolgen; unabhängig gilt dies, wenn es sich um Strafe i. e. S., um eine Maßregel der Besserung und Sicherung, um einen Strafvorbehalt oder um die Aussetzung der Jugendstrafe zur Bewährung nach § 27 des Jugendgerichtsgesetzes handelt.
- Entscheidungen von Verwaltungsbehörden und anderen Gerichten.
- Vermerke über die Schuldunfähigkeit.
- gerichtliche Feststellungen zur Betäubungsmittelabhängigkeit und zum Verbot der Ausübung eines Gewerbes.
- nachträgliche Entscheidungen wie Straferlass, Strafaussetzung, Führungsaufsicht, Bewährungshilfe, die vorzeitige Aufhebung einer Sperre der Fahrerlaubnis, der Tag des Ablaufs des Verlustes der Wählbarkeit, Amtsfähigkeit oder des Wahl- und Stimmrechts.
- nachträgliche Entscheidungen der Beseitigung des Strafmakels, der Abkürzung oder Verlängerung der Bewährungszeit (Jugendstrafrecht).

Mittelbar werden auch Namensänderungen, mitgeteilt durch die Meldebehörde, Inhalt des Bundeszentralregisters. Ebenfalls Inhalt werden Suchvermerke (§ 27 BZRG).

## Auskunft
Jeder dem Bundeszentralregistergesetz unterliegenden Person, die mindestens 14 Jahre alt ist, oder ihrer gesetzlichen Vertretung, wird auf Antrag ermöglicht, die sie betreffenden Eintragungen im Bundeszentralregister einzusehen, sowie die Auszüge daraus, die als Führungszeugnis, behördliches Führungszeugnis, erweitertes Führungszeugnis im Gesetz beschrieben werden, zu erhalten.
Eine anonymisierte Auskunft für wissenschaftliche Forschungsvorhaben (Kriminologie) ist ebenfalls unbeschränkt möglich.
Die Eintragungen in das Bundeszentralregister unterliegen der Straftilgung; die Tilgungsfrist bestimmt sich nach Art der Verurteilung bzw. nach der Strafhöhe.
Neben der Tilgung gibt es auch noch die Entfernung von Einträgen aufgrund des Todes oder Alters der betroffenen Person (§ 24).
Es ist möglich, das Bundeszentralregister zur Erzeugung einer Kriminalstatistik, namentlich einer Rückfallstatistik auszuwerten.